# ひとり (ゴスペラーズの曲)
『ひとり』は、ゴスペラーズの16作目のシングル。2001年3月7日にキューンミュージックから発売された。

## 解説
ゴスペラーズのシングルとしては最高の売上を記録し、アカペラ作品としては日本音楽史上初のベスト3入りを記録している。

### 発売後
シングル発売後には、同楽曲で2001年の『第52回NHK紅白歌合戦』に初出場を果たした。以降も2005年の『第56回NHK紅白歌合戦』や、2015年1月20日放送の『NHK歌謡コンサート』の初出演時に歌唱している。
2018年に日清食品の近代五種競技応援歌として「ひとり」の替え歌「ひとり、で五つ」を制作し、ゴスペラーズは「近代五種ペラーズ」名義で歌唱した。2020年には「ひとり」を手洗いソングに替詞した「手を洗おう」動画がYouTube等で公開された。

## 収録曲
全作詞・作曲：村上てつや
1. ひとり [3:36]
編曲：村上てつや・北山陽一
2. 東京スヰート [5:30]
編曲：村上てつや・宮田繁男
3. 永遠に -unplugged live version- [7:20]
作詞：安岡優／作曲：妹尾武／編曲：野力奏一

## バリエーション
| タイトル                           | 発売日                                                   | 備考                        |
| ---------------------------------- | -------------------------------------------------------- | --------------------------- |
| ひとり                             | 2001年3月7日                                             | オリジナルバージョン        |
| ひとり（Live）                     | 2002年2月20日                                            | シングル「Get me on」に収録 |
| HITORI (ひとり セルフ英語詞カバー) | 2019年7月17日（配信リリース） 2019年10月30日（シングル） | シングル「VOXers」に収録    |
| ひとり/From THE FIRST TAKE         | 2020年7月31日（配信リリース） 2020年2月14日（動画公開）  | 配信限定                    |

## カバー
- DEPAPEKO - 『PICK POP! 〜J-Hits Acoustic Covers〜』に収録[16]。
- 港カヲル（グループ魂） - 『〜俺でいいのかい ~港カヲル、歌いすぎる〜』[17]、『BOYS meet HARMONY』に収録[18]。
- アオペラ -aoppella!?- - 2022年3月4日にゴスペラーズとアオペラ出演声優の逢坂良太、柿原徹也、豊永利行、佐藤拓也、濱野大輝によるコラボレーションMV[19]